# 7039 Yamagata
7039 Yamagata è un asteroide della fascia principale. Scoperto nel 1996, presenta un'orbita caratterizzata da un semiasse maggiore pari a 2,3961399 UA e da un'eccentricità di 0,1455831, inclinata di 6,55911° rispetto all'eclittica.